# Children of Morta
Children of Morta (укр. Діти Морти) — відеогра жанру рольового бойовика з елементами roguelike, випущена у вересні 2019 року. Розроблена студією Dead Mage, вона слідує за історією сім'ї Бергсон, Хранителів гори Морта, які повинні захистити її від зла, званого корупцією.

## Ігровий процес
Гравці беруть на себе роль членів Сім'ї Бергсон, причому додаткові члени сім'ї розблоковуються в міру проходження гри, в цілому сім ігрових персонажів. Кожен член сім'ї має свій власний стиль гри і механіку геймплея, а також підвищується в міру гри, надаючи поліпшення собі та іншим членам сім'ї. Гравець повинен пройти через ряд процедурно згенерованих підземель в печерах гори Морта, щоб очистити їх від різних ворогів і босів.
Окремі прогони підземелля супроводжуються поверненням в будинок сім'ї Бергсон, що іноді розвиває розповідь або дозволяє гравцям стати свідками додаткового діалогу. Деякі частини історії відбуваються після подій, що відбуваються в грі.

## Відгуки
| Агрегатор  | Оцінка                                         |
| ---------- | ---------------------------------------------- |
| Metacritic | PC: 82/100 PS4: 79/100 XONE: 80/100 NS: 80/100 |

| Видання        | Оцінка             |
| -------------- | ------------------ |
| Famitsu        | 33/40 (9, 8, 8, 8) |
| GameSpot       | 80/100             |
| Hardcore Gamer | 90/100             |
| PC Gamer (США) | 68/100             |

За даними агрегатора відгуків Metacritic, Children of Morta була зустрінута «в цілому сприятливими» відгуками на всіх платформах.